# Берковски
Берко̀вски е село в Североизточна България. То се намира в община Попово, област Търговище.

## География
Разположено е в равнинна местност в първите гънки на Предбалкана, на около 370 м надморска височина, на 18 км южно от град Попово и на 27 км западно от град Търговище. Околността му е хълмиста. Граничи със землищата на селата Славяново, Звезда, Долец, Разделци, Иванча и Баба Тонка. Асфалтови пътища го свързват с градовете Попово, Антоново и Омуртаг, а черни – със съседните села. Образувано е от следните махали: Горната махала, Долната махала, Средната махала и Болярската махала. Селото се намира край река Голяма река, на която е построен язовир Ястребино.
На около 3 км от селото минава железопътната линия София-Варна.

## Кратка историческа справка
За пръв път името на селото се среща в османо-турски данъчен регистър от 1524 г. като Ширмедлер. (Шеремет е старотурска дума и означава бърз и работлив човек) Тогава в селото живеели 10 християнски домакинства. По предание старото село се е намирало в друга местност – Аша екинлик, където имало следи от селището. До края на 17 век в селото винаги е имало и ограничено българско население. През 1874 г. в селото имало 59 само мохамедански домакинства. В селото са били настанени и черкези. Освобождението го заварва като чисто турско село.
В продължение на 2 – 3 г. след 1877 – 1878 г. старите жители – турци се изселили в Турция, като продали имотите си на видни търговци от Попово.
През есента на 1883 г. в селото дошла първата група заселници от Златарица (Еленско), Къпиново (Търновско) и от тревненските села и махали. Тук намерили обширни обработваеми земи, масово напускани от изселващите се турци. Те пренесли своите обичаи, наречие и архитектура, изграждайки изцяло българско, типично балканско село върху развалините на изоставеното турско. Пръв негов жител е дядо Иван Дюлмето. След него, узнавайки за прекрасната природа и възможност за земеделие, започва масовото преселване на цели родове от различни еленски села и махали. През 1894 г. от еленските и габровските села дошли нови 30 домакинства. Към 1886 г. в селото дошла трета група заселници от Кюстендилско и Босилеградско: селата Груинци, Горно Кобиле, Долно Кобиле, Извор, Лечевци, Трекляно и др.
През 1900 г. в селото се заселват много роми, изповядващи исляма.
Името на селото се споменава в криминална хроника от 16 март 1923 г.
През 1934 г. селото е преименувано от Шереметлер, на името на революционера от град Лом Петър Берковски, сподвижник и другар на Васил Левски.
През 1958 г. в селото са преселени 54 български турци от Крумовградско.
Първото българско училище, помещаващо се в частна къща отворило врати за своите ученици през 1886 г. Старият църковен храм „Свети Димитър“ е бил построен през 1890 г., но на 8 януари 1940 г. е унищожен от пожар. Построената през 1942 г. нова църква, съчетава по един уникален начин елементи от православното строителство с влияния от протестантското вътрешно оформление на храмовете. Лично цар Борис III дава пари като волно пожертвование за построяването ѝ. Иконите и стенописите ѝ са били от прочутата Тревненска школа.
Най-старите родове – преселници били: Бебревените, Болерчаните, Донкоолу, Еленчаните, Капинчаните, Мариновите, Петровите, Шопите и др.
Друг виден род на селото е т.нар. Еленски, по името на Иван Еленски, преселил се също от Елена. Изтъкнат род, оказал влияние за развитието на Берковски е Костадиновия (Костадиновци), преселил се от Габрово. Представителите на рода са били известни с доброто си образование и предприемчив дух. Този род е дал няколко кметове на селото, а редица негови представители са били с майсторски дипломи от Тревненската школа и са участвали в изграждането на емблематични сгради в градовете Варна, София и Русе (Дунав мост) и т.н. От този род са останали и едни от най-красивите къщи в Берковски, уникални паметници на тревненската строителна традиция, които представляват и доказателство за заможността на рода, който ги е строил. Представители на рода днес има из цяла Европа и Северна Америка.
Днес в селото живеят заедно българи и роми, а някои от старите къщи са закупени и възстановени от граждани на други населени места, радвайки се на спокойствието и чистата природа на селото.
Мястото на селото е много благоприятно за развитие на селски туризъм.

## Религии
- Християнска (източноправославна);
- Мюсюлманска;

## Обществени институции
- Кметско наместничество;
- Народно читалище „Иван Стоянов“;
- Църква;

## Културни и природни забележителности
- В селото все още се намират много старинни къщи с интересна архитектура;
- Църковен храм „Свети Димитър“ от 1942 г.;
- В землището на селото има много неизследвани останки селищни могили, антични селища, могилни некрополи и др. Там в близкото минало са откривани римски и средновековни монети, части от средновековни амуниции, погребения и др.;
- Екологична пътека по течението на река Голяма река (наричана „Буюк дере“), която минава през редица живописни местности около селото като горите „Чубан бунар“ и „Коджа меше“, както и по протежение на самата Голяма река;
- Горите около селото са любимо място за ловци, в които има дребен и едър дивеч: зайци, яребици, вълци, лисици, чакали и др.;
- Паметник с бюст на Иван Стоянов и барелеф на Станчо Василев в центъра на селото – загинали като партизани;

## Редовни събития
- В селото редовно се провежда събор на Димитровден;
- Курбан за здраве на Свети Дух;

## Личности
- Родно място на поета Иван Стоянов, от чието творчество са запазени само две стихотворения. Останалите са жертва на пожар през януари 1944 г.;
- Панайот Минев (1943 – 2011) – художник-живописец, живял в град Варна;